# Peter Carlsson (ekonom)
Peter Mikael Carlsson, född 19 oktober 1970 i Östertälje församling, Stockholms län, är en svensk ekonom och företagare. Han är mest uppmärksammad som medgrundare och tidigare vd för batteriföretaget Northvolt.

## Biografi

### Utbildning
Carlsson växte upp i Södertälje och i Växjö. Han fick ekonomisk utbildning på Luleå tekniska högskola från 1989 till 1994 för att bli civilekonom med inriktning mot produktions- och kvalitetsstyrning. Sedan vidareutbildade han sig på Handelshögskolan i Stockholm.

## Karriär
Efter sin examen arbetade han på Kami AB från 1994 till 1995. Därefter blev han anställd hos Ericsson där han stannade fram till 2007, då han blev inköpschef på Sony Ericsson. 2007–2011 arbetade Carlsson på NXP Semiconductors i Singapore. Mellan 2011 och oktober 2015 var han inköps- och logistikchef på Tesla Motors i Palo Alto i Kalifornien, USA.
2015 grundade Carlsson ett företag med namnet Amplify Ops i Palo Alto i Kalifornien. Denna verksamhet hjälper uppstartsbolag med en skalbar affärsmodell.
I september 2015 grundade han företaget Turnpike Group Limited. Han är fortfarande verksam i företaget, som finns i London. Företaget tillhandahållet tjänster inom informationsteknik.
År 2015 utsågs Peter Carlsson till Årets Alumn vid Luleå tekniska universitet.
I april  2016 blev han styrelseledamot i Gränges i Stockholm. Han sitter också i styrelsen för Metso i Helsingfors sedan mars 2016. Carlsson är också styrelseledamot för Orbital Systems i Malmö sedan december  2015 och han har varit rådgivare till Elementum SCM of Mountain View sedan oktober 2015.
Peter Carlsson var ledamot av Fingerprint Cards styrelse 2016–2017.

### Northvolt
Carlsson grundade 2015 företaget SGF Energy med finansiering från Harald Mix investmentbolag Vargas Holding. Carlsson blev vd för det nystartade bolaget som presenterades offentligt 2016. Under 2017 bytte företaget namn till Northvolt. Företaget tillverkar litiumjonbatterier i Västerås och Skellefteå, samt batterisystem i Gdańsk, och har påbörjat arbetet på fabriker i Heide, Göteborg. Åren 2019-2022 sålde Carlsson delar av sina aktier i Northvolt via sitt privata bolag Rocarma Consulting för ca 200 Mkr. Carlsson var fjärde största ägare i Northvolt med 6,9 % av aktierna. Carlsson avgick som vd den 22 november 2024 i samband med att företaget ansökte om rekonstruktion. Han kvarstår som styrelseledamot.

### Övrigt
Carlsson var sommarvärd i Sveriges Radio P1 den 28 juli 2021.

## Utmärkelser
- 2022 – Kungl. Ingenjörsvetenskapsakademien guldmedalj.[16]